# Agrotis submolesta
Agrotis submolesta là một loài bướm đêm trong họ Noctuidae.